# پادار، آق‌سو
پادار (به ترکی آذربایجانی: Padar) یک منطقه مسکونی در جمهوری آذربایجان است که در شهرستان آق‌سو واقع شده است. پادار ۱۶۲۴ نفر جمعیت دارد. دهیاری پادار شامل روستاهای پادار و کولول‌لو است.